# Hayfield (Minnesota)
Hayfield – miasto w Stanach Zjednoczonych, w stanie Minnesota, w hrabstwie Dodge.